# تجمع العلماء المسلمين
تجمع العلماء المسلمين، نشأ في عام 1982، عندما كانت بيروت الغربية تحت حصار الجيش الإسرائيلي.
وتضمنت رجال دين سنة وشيعة شاركوا الرأي القائل بأن تطبيق الشريعة من شأنه أن يحل مشاكل لبنان وينهي احتلال الجيش الإسرائيلي للأراضي العربية.
سعى التجمع، الذي كان فريدًا بسبب عضويته المشتركة من السنة والشيعة، إلى القضاء على التوترات بين الطائفتين. لهذا السبب، نظم مسيرات حاشدة لنشر وجهات نظره على أوسع جمهور ممكن.
في عام 1987، قاد التجمع الشيخ ماهر حمود (سني) والشيخ زهير كنج (شيعي).